# ヘルベルト・タヘツィ
ヘルベルト・タヘツィ（Herbert Tachezi, 1930年2月12日 - 2016年12月9日）は、オーストリアのオルガン奏者、チェンバロ奏者、作曲家。

## 経歴
1930年、ウィーナー・ノイシュタット生まれ。ウィーン音楽院でピアノ、オルガン、音楽教育学や作曲などを学び、ウィーン大学ではドイツ語とドイツ文学を学ぶ。またチェンバロをフリッツ・ノイマイヤーに師事した。1948年にウィーンに定住。1958年からは母校でオルガンと作曲の指導を行った。
1952年からチェンバリスト、オルガニストとしての活動を開始し、1963年からはニコラウス・アーノンクールが主宰するウィーン・コンツェントゥス・ムジクスの団員となった。1952年ジュネーブ国際音楽コンクール第2位。1958年インスブルックのパウル・ホフハイマー・オルガンコンクール第1位。作曲家としても知られ、オルガニストとして現代作品もレパートリーに含まれている。